# Étienne Capoue
Étienne Capoue (* 11. července 1988 Niort) je francouzský profesionální fotbalista, který hraje na pozici defensivního záložníka za španělský klub Villarreal CF. Mezi lety 2012 a 2013 odehrál také 7 zápasů v dresu francouzské reprezentace, ve kterých se jednou střelecky prosadil.

## Klubová kariéra
Étienne Capoue hrál ve Francii profesionálně kopanou za Toulouse FC. V srpnu 2013 odešel na své první zahraniční angažmá do anglického klubu Tottenham Hotspur. V červenci 2015 přestoupil do týmu nováčka Premier League Watford FC.

## Reprezentační kariéra
Hrál za mládežnické výběry Francie od kategorie do 18 let.
V A-týmu Francie debutoval 15. 8. 2012 v přátelském utkání v Le Havre proti týmu Uruguaye (remíza 0:0).

### Reprezentační góly
Góly Étienna Capoue za A-tým reprezentace Francie
| Gól | Datum       | Stadion                               | Soupeř    | Skóre (min.) | Výsledek | Soutěž                 |
| --- | ----------- | ------------------------------------- | --------- | ------------ | -------- | ---------------------- |
| 010 | 11. 9. 2012 | Stade de France, Saint-Denis, Francie | Bělorusko | 01:0 0(49.)  | 3:1      | Kvalifikace na MS 2014 |

## Úspěchy

### Individuální
- Tým roku Ligue 1 podle UNFP – 2011/12[3]
- Sestava sezóny Evropské ligy UEFA – 2020/21[4]